# Christine Schmitz
Christine Schmitz (* 9. März 1958 in Duppach) ist eine deutsche Klassische Philologin.
Christine Schmitz studierte Klassische Philologie und Geschichte (besonders Alte Geschichte) an der Universität Bonn, wo sie als studentische Hilfskraft die Indices für Otto Zwierleins Kritischen Kommentar zu den Tragödien Senecas (Stuttgart 1986, S. 501–559) erstellte. Nach dem Ersten Staatsexamen (1986) arbeitete sie von 1988 bis 1990 als Wissenschaftliche Hilfskraft bei der Patristischen Kommission der deutschen Akademien der Wissenschaften. Im Wintersemester 1990/1991 wurde sie in Bonn promoviert. Für ihre Dissertation Die kosmische Dimension in den Tragödien Senecas wurde sie 1992 mit dem GEFFRUB-Preis der Gesellschaft von Freunden und Förderern der Universität Bonn ausgezeichnet.
Nach der Promotion war Schmitz zunächst als Wissenschaftliche Mitarbeiterin am Thesaurus Linguae Latinae in München tätig, ab 1992 als Wissenschaftliche Assistentin am Seminar für Klassische Philologie der Universität Marburg. Nach ihrer Habilitation mit der Schrift Das Satirische in Juvenals Satiren (1997) erhielt Schmitz 1998 eine C2-Hochschuldozentur für Klassische Philologie (insbesondere Latinistik) an der Universität Marburg. Nach Lehrstuhlvertretungen an den Universitäten zu Rostock, Gießen und Mainz folgte sie 2002 dem Ruf auf den Lehrstuhl für Klassische Philologie (Latinistik) an der Universität Münster.
Seit 2013 ist sie ordentliches Mitglied der Nordrhein-Westfälischen Akademie der Wissenschaften und der Künste.